# Itatiaia
Itatiaia is een Braziliaanse gemeente en plaats gelegen ten zuidwesten van de staat Rio de Janeiro in de microregio Vale do Paraíba Fluminense. De gemeente ligt op zo'n 174 km afstand van de stad Rio de Janeiro. De plaats ligt aan de rivier de Paraíba do Sul.
De gemeente Itatiaia ontstond als gehucht in 1839. Het behoorde toen onder de naam Campo Belo, hetgeen 'mooie veld' betekent, tot Resende.
De economie van de gemeente is gebaseerd op industrie en toerisme. Het laatste richt zich op ecotoerisme in het nationaal park Itatiaia en in de voormalige Finse nederzetting Penedo. 
De gemiddelde temperatuur varieert tussen 15 en 27 graden Celsius. In de winter (juni tot september) kan de temperatuur 5 graden Celsius bereiken.

## Verkeer en vervoer
De plaats ligt aan de wegen BR-116 en BR-485.